# Departamento El Carmen
Das Departamento El Carmen ist eine von sechzehn Verwaltungseinheiten der Provinz Jujuy im Nordwesten Argentiniens. El Carmen liegt im Süden der Provinz Jujuy. Im Norden grenzt es an das Departamento Palpalá, im Osten an das Departamento San Pedro, im Süden an die Provinz Salta und im Westen an das Departamento San Antonio. Die Hauptstadt des Departamentos ist die gleichnamige Stadt El Carmen.

## Bevölkerung
Gemäß dem Zensus aus dem Jahr 2001 hat das Departamento El Carmen 84.667 Einwohner (INDEC, 2001). Nach Schätzungen des INDEC ist die Bevölkerung im Jahr 2005 auf 91.202 Einwohner gestiegen.

## Städte und Gemeinden
El Carmen besteht aus sechs Gemeinden in kommunaler Selbstverwaltung:
| - El Carmen (municipio) - Monterrico (municipio) - Perico (municipio) | - Aguas Calientes (comisión municipal) - Pampa Blanca (comisión municipal) - Puesto Viejo (comisión municipal) |

Koordinaten: 24° 24′ S, 65° 12′ W